# Brian G.W. Manning
Brian George William Manning, född 14 maj 1926 i Birmingham, död 10 november 2011, var en brittisk astronom.
Minor Planet Center listar honom som B. G. W. Manning och som upptäckare av 19 asteroider.
Asteroiden 3698 Manning är uppkallad efter honom.

## Asteroider upptäckta av Brian G.W. Manning
| 4506 Hendrie      | 24 mars 1990     |
| 4751 Alicemanning | 17 januari 1991  |
| 6156 Dall         | 12 januari 1991  |
| 6191 Eades        | 22 november 1989 |
| 7239 Mobberley    | 4 oktober 1989   |
| 7465 Munkanber    | 31 oktober 1989  |
| 7519 Paulcook     | 31 oktober 1989  |

| 7573 Basfifty    | 4 november 1989  |
| 8166 Buczynski   | 12 januari 1991  |
| 8545 McGee       | 2 januari 1994   |
| 8914 Nickjames   | 25 december 1995 |
| 10381 Malinsmith | 3 september 1996 |
| 10515 Old Joe    | 31 oktober 1989  |
| 10538 Torode     | 11 november 1991 |

| 15347 Colinstuart | 26 oktober 1994  |
| 24728 Scagell     | 11 november 1991 |
| (52633) 1997 WL23 | 30 november 1997 |
| (69273) 1989 TN1  | 4 oktober 1989   |
| (100690) 1997 YY6 | 25 december 1997 |